# Метродор Стратоникейский
Метродор Стратоникейский (др.-греч. Μητρόδωρος; II в. до н. э.) — древнегреческий философ

, ученик Эпикура, впоследствии примкнул к школе Карнеада. Отход от школы Эпикура является почти уникальным случаем в истории. Согласно Цицерону переход в другую школу объясняется тем, что скептицизм Карнеада позволяет атаковать учение стоиков изнутри.  Метродор утверждал, что Карнеад, в действительности, был подлинным последователем Платона. Цицерон отзывается о Метродоре как о пламенном и словоохотливом ораторе. Он был в расцвете около 110 г. до н.э.